# Soňa Skoupilová
Soňa Skoupilová (15. prosince 1922 Šumperk – 4. května 2004) byla česká fotografka.
V letech 1965–1972 byla spolu s manželem Vladimírem Skoupilem členkou fotografické skupiny VOX. Její fotografie jsou zastoupeny ve sbírkách Moravské galerie v Brně.